# NMS Regele Carol I
Le NMS Regele Carol I était un navire à passagers du service maritime roumain et plus tard un navire de guerre de la marine militaire roumaine, servant à la fois de mouilleur de mines et porteur d'hydravion. Le paquebot a été achevé et mis en service en 1898 et coulé en 1941, au début de la Seconde Guerre mondiale.

## Construction et carrière

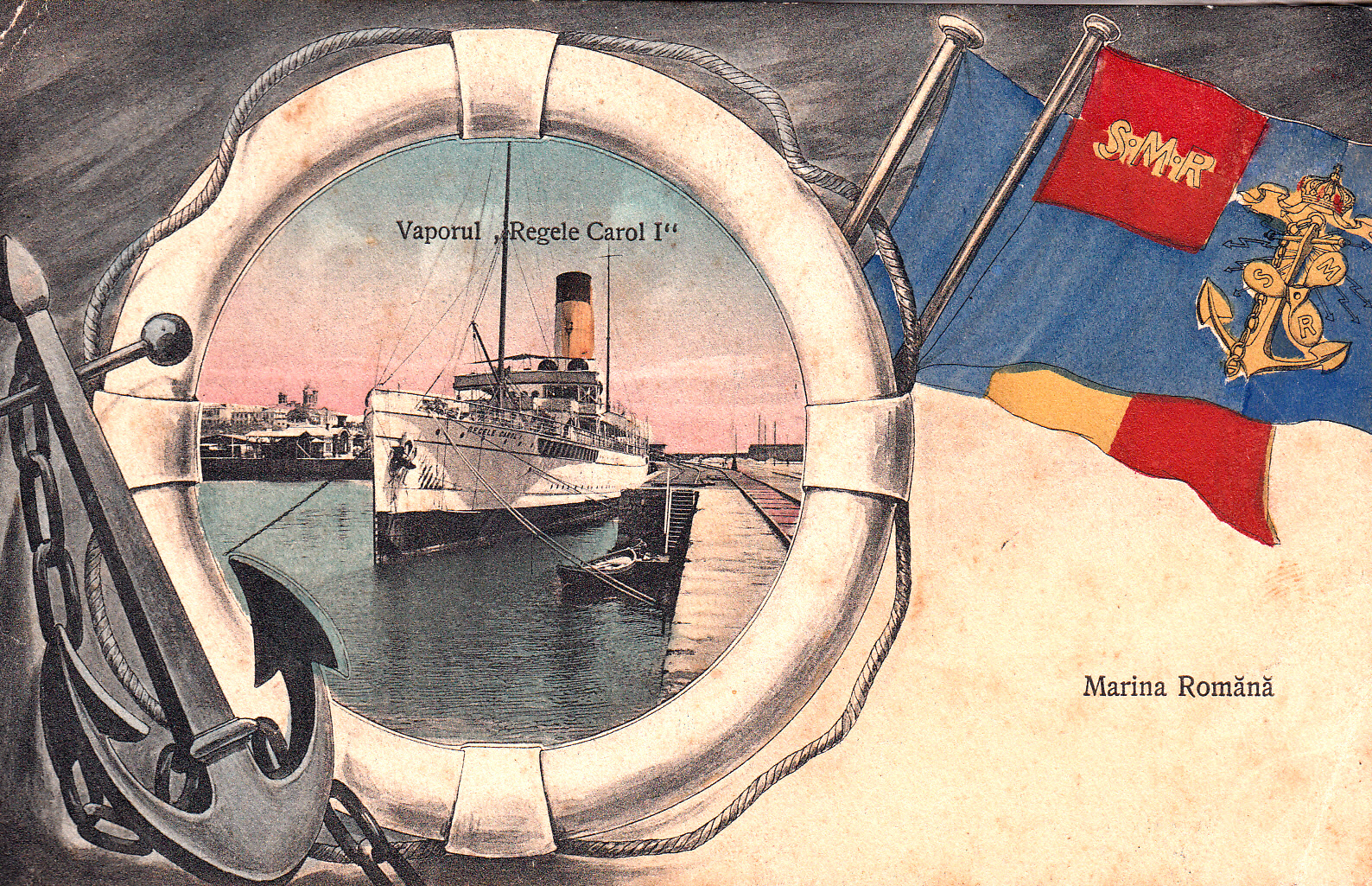
Carte postale de 1916 représentant "Regele Carol I"

Regele Carol I a été initialement construit comme bateau à vapeur pour passagers. Il a été réalisé par la Fairfield Shipbuilding and Engineering Company à Glasgow, en Écosse. Le navire  a été officiellement baptisé par le roi de Roumanie et mis en service en juillet 1898.  Peu de temps après sa mise en service, ses propriétaires roumains ont changé son carburant du charbon en un mélange de moitié charbon et moitié fioul (deux séparés chaudières). Cette conversion offrait plusieurs avantages: le navire devenait légèrement plus rapide, la consommation de carburant diminuait d'environ la moitié (60 à 80 tonnes de fioul au lieu de 150 tonnes de charbon nécessaires pour parcourir la même distance) et la taille de son équipage était réduite. Le vapeur a déplacé 2 653 tonnes et sa centrale électrique avait une puissance de 6 500 chevaux , générant une vitesse de pointe de 18 nœuds.  
En 1916, après que la Roumanie eut rejoint la Première Guerre mondiale, Regele Carol I fut louée à la marine impériale russe et transformée en navire de guerre. Il a servi à la fois de mouilleur de mines et de transporteur d'hydravion, transportant un avion ainsi que 28 mines. Il était également armé de deux canons navals de 150 mm. Après avoir été brièvement rebaptisé Ion Roate au début de 1917 (il était également connu sous le nom de Korol Carl dans la marine russe), Il a été renvoyé en Roumanie entre 1917 et 1919. 

## Seconde Guerre mondiale et naufrage
Au début de l'opération Barbarossa en juin 1941, Regele Carol I et deux autres mouilleursde mines roumains (Amiral Murgescu et Dacia) ont posé un barrage flanquant de mines au large de Constanța pour la protection du port. En octobre 1941, ces mines coulèrent les sous-marins soviétiques de classe Malyutka (M-58 et M-34). 
Le 7 octobre 1941, Regele Carol I a participé à une opération de pose de mines à grande échelle au large des côtes bulgares. Cette opération consistait au minage de la côte bulgare par les mouilleurs roumains Amiral Murgescu, Regele Carol I et Dacia, escortés par les torpilleurs de classe 250T (Năluca, Sborul et Smeul) , les canonnières Sublocotenent Ghiculescu et Căpitan Dumitrescu (tous deux de la même classe) et les torpilleurs bulgares Drazki ,Smeli et Hrabri (tous les trois de la même classe). Le 10 octobre, Regele Carol I a été coulé au large de Varna par une mine posée par le sous-marin soviétique L-4.